# Kartenlegerin von Suhl
Der Fall der Kartenlegerin aus Suhl (Charlotte Marquardt; * 1902 in Berlin; † 1975 in Suhl) beschreibt ein 1955 ergangenes Urteil der DDR-Justiz. Die Amateurwahrsagerin wurde wegen günstiger Prognosen für fluchtwillige Familien und eines von einem Ausflug nach West-Berlin eingeschmuggelten astrologischen Handbuchs mit der Begründung „Boykotthetze“ zu einer Zuchthausstrafe von zwölf Jahren verurteilt.
Das als barbarisch empfundene Urteil wurde mehrfach als Beispiel für systematische Rechtsbeugung in der DDR in einschlägigen Sammelwerken erwähnt.

## Vorgeschichte
Charlotte Marquardt war als Tochter eines Metallarbeiters in Berlin-Weißensee aufgewachsen, hatte als Telefonistin und Schreibkraft gearbeitet und 1927 einen Offizier der Schutzpolizei geheiratet, der nach Suhl versetzt wurde. Marquardt war Hausfrau und hatte zwei Söhne mit ihrem Mann. Nach einer Versetzung des Ehemanns nach Litzmannstadt (Łodz) im besetzten Polen wurde sie durch ihre polnische Haushälterin mit dem Wahrsagen durch Kartenlegen vertraut und begann Gefallen daran zu finden. Im Krieg ging die Ehe in die Brüche; der ältere Sohn starb als Flakhelfer, mit dem jüngeren Sohn wurde sie nach Suhl evakuiert. Sie arbeitete als Hilfsarbeiterin in einer Suhler Fabrik und legte weiter die Karten im Bekanntenkreis, wohl nicht gegen Geld, aber im Austausch gegen Sachspenden wie Lebensmittel. Entsprechende Anzeigen durch missgesinnte Nachbarn verliefen zunächst im Sande.

## Anzeige und Prozess
1954 kam es von unbekannter Seite erneut zu einem Hinweis an die Stasi mit dem Verdacht, Personen „beraten“ zu haben, die „republikflüchtig“ geworden waren. Der Stasi-Leutnant Stoschek ermittelte 18 erwachsene Personen mit ihren Familien, die sie zwischen 1951 und ihrer Verhaftung im Herbst 1955 beraten hatte. Sie wurde deswegen der „Abwerbung durch Boykott- und Kriegshetze nach Artikel 6 der Verfassung der Deutschen Demokratischen Republik“ angeklagt. Das Suhler SED-Bezirksblatt Freies Wort veröffentlichte am 20. April 1956 unter der Schlagzeile „Gerechte Sühne für gewissenlose Abwerbung“ einen entsprechenden Bericht. Verschärfend kam hinzu, dass sie bei ihrer Verhaftung einen „Lorcher Astrologischen Kalender auf das Jahr 1956“ (vom völkischen Verleger Karl Rohm) mit sich führte, ein noch verpacktes Geschenk ihres Bruders.
Als weitere Kriegs- und Boykotthetze wurde das dort enthaltene nationale Horoskop der Bundesrepublik Deutschland ausgelegt, welches derselben zum 12. September 1956 aufgrund eines Glückstrigons zwischen Jupiter, Sonne und Mond eine bestimmende Rolle in einem wiedervereinigten Deutschland zuwies. Die Tatsache, dass der Beschluss zur Flucht bei vielen der Beratenen bereits vorhanden war, wurde keineswegs urteilsmindernd verwendet. Eine Zuchthausstrafe von zwölf Jahren wurde beantragt und so auch beschlossen. Auch westdeutsche Medien erwähnten den Fall.

## Strafe und bedingte Entlassung
Marquardt musste ihre Strafe im berüchtigten Frauenzuchthaus Hoheneck bei Stollberg im Erzgebirge antreten. Mehrere Anträge auf vorzeitige Entlassung wurden abschlägig beschieden, bis ihr zwei Jahre nach dem Mauerbau eine bedingte Strafaussetzung gewährt wurde. Die Entlassung fand auf Vorbehalt und unter explizitem Hinweis auf die nach dem Mauerbau nicht mehr mögliche Verleitung zur Flucht statt. Im Kreise der Familie von Ilse Gratz, einer ehemaligen Haftgenossin, konnte sie sich etwas erholen. Dennoch blieb Marquardt aufgrund der Haftbedingungen und eines Rückenleidens pflegebedürftig. Sie starb 1975 an Krebs.